# Lieudieu
Lieudieu és un municipi francès situat al departament de la Isèra i a la regió d'Alvèrnia-Roine-Alps. L'any 2007 tenia 266 habitants.

## Demografia

### Població
El 2007 la població de fet de Lieudieu era de 266 persones. Hi havia 100 famílies de les quals 20 eren unipersonals (8 homes vivint sols i 12 dones vivint soles), 28 parelles sense fills, 40 parelles amb fills i 12 famílies monoparentals amb fills.
La població ha evolucionat segons el següent gràfic:
Habitants censats

### Habitatges
El 2007 hi havia 114 habitatges, 95 eren l'habitatge principal de la família, 10 eren segones residències i 9 estaven desocupats. Tots els 114 habitatges eren cases. Dels 95 habitatges principals, 83 estaven ocupats pels seus propietaris, 9 estaven llogats i ocupats pels llogaters i 3 estaven cedits a títol gratuït; 1 tenia una cambra, 3 en tenien dues, 15 en tenien tres, 30 en tenien quatre i 47 en tenien cinc o més. 75 habitatges disposaven pel capbaix d'una plaça de pàrquing. A 32 habitatges hi havia un automòbil i a 58 n'hi havia dos o més.

### Piràmide de població
La piràmide de població per edats i sexe el 2009 era:
| Homes | Edats   | Dones |
| ----- | ------- | ----- |
| 0     | 95 o +  | 0     |
| 0     | 90 a 94 | 0     |
| 0     | 85 a 89 | 0     |
| 0     | 80 a 84 | 0     |
| 4     | 75 a 79 | 0     |
| 4     | 70 a 74 | 8     |
| 8     | 65 a 69 | 8     |
| 0     | 60 a 64 | 0     |
| 8     | 55 a 59 | 4     |
| 8     | 50 a 54 | 12    |
| 16    | 45 a 49 | 0     |
| 12    | 40 a 44 | 12    |
| 8     | 35 a 39 | 12    |
| 4     | 30 a 34 | 8     |
| 4     | 25 a 29 | 4     |
| 8     | 20 a 24 | 12    |
| 8     | 15 a 19 | 4     |
| 16    | 10 a 14 | 8     |
| 0     | 5 a 9   | 4     |
| 8     | 0 a 4   | 20    |

## Economia
El 2007 la població en edat de treballar era de 172 persones, 121 eren actives i 51 eren inactives. De les 121 persones actives 111 estaven ocupades (64 homes i 47 dones) i 10 estaven aturades (3 homes i 7 dones). De les 51 persones inactives 13 estaven jubilades, 16 estaven estudiant i 22 estaven classificades com a «altres inactius».

### Ingressos
El 2009 a Lieudieu hi havia 97 unitats fiscals que integraven 273 persones, la mediana anual d'ingressos fiscals per persona era de 17.771 €.

### Activitats econòmiques
Dels 9 establiments que hi havia el 2007, 1 era d'una empresa de fabricació d'altres productes industrials, 2 d'empreses de construcció, 4 d'empreses de comerç i reparació d'automòbils, 1 d'una empresa immobiliària i 1 d'una empresa de serveis.
Dels 4 establiments de servei als particulars que hi havia el 2009, 2 eren tallers de reparació d'automòbils i de material agrícola, 1 fusteria i 1 lampisteria.
L'any 2000 a Lieudieu hi havia 6 explotacions agrícoles que ocupaven un total de 198 hectàrees.

## Equipaments sanitaris i escolars
El 2009 hi havia una escola elemental.

## Poblacions més properes
El següent diagrama mostra les poblacions més properes.